# IM-2
IM-2はアメリカの航空宇宙企業インテュイティブ・マシーンズが計画している月着陸ミッション。搭載されるドリルの名称から、PRIME-1と呼ばれることもある。またIM-2で使用される着陸機はインテュイティブ・マシーンズによってアテナと名付けられている。IM-2はNASAの商業月面輸送サービス (CLPS) を担うミッションの一つであり、インテュイティブ・マシーンズにとってはIM-1に次ぐ二番目の月着陸ミッションである。

## 概要
2020年10月、NASAはCLPSを通してPRIME-1の月面への輸送をインテュイティブ・マシーンズに発注した。インテュイティブ・マシーンズはIM-2ミッションでPRIME-1の他、ルイジアナ州立大学の放射線センサーTiger Eye 1、そして自社で開発したμNova（マイクロノヴァ）というホッパーも月面へ輸送する。また日本の民間企業ダイモンが開発した月面探査車YAOKIも搭載される。IM-2にはインテュイティブ・マシーンズの月着陸機Nova-Cが使用される。この機体にはギリシャ神話の女神アテーナーに因み名前が付けられている。

## 着陸機
インテュイティブ・マシーンズによると、IM-2の着陸機Nova-CはIM-1で得られた教訓から通信、追尾、着陸システムに改良を加えている。また通信容量や通信の継続性を改善するため、アンテナ構成も変更される。

## ペイロード

### 着陸機に搭載
- PRIME-1（Polar Resources Ice Mining Experiment-1 - ドリルと質量分析計を備えたサンプル分析
- LSCS（Lunar Surface Communication System） - 着陸機を基地局とした4G/LTEネットワークの月面向け通信システム

### 探査車
- Grace - ホッパー
- MAPP（Mobile Autonomous Prospecting Platform） - 小型探査車
- YAOKI - 小型探査車

## ミッションの流れ
IM-2は打ち上げ後約一週間で月面に着陸する。月面ではローバーのMAPPとYAOKI、ホッパーのμNovaを展開する。

### 打ち上げ
IM-2の打ち上げは2025年2月に予定されている。インテュイティブ・マシーンズはIM-2と同じロケットにアメリカのアストロフォージの小惑星探査機オーディンが相乗りすることについて同社と合意を結んでいる。他にもNASAの月探査機ルナー・トレイルブレイザーなどが相乗りする。

### 月面着陸
2025年3月6日17:30頃に月面に到達した。通信が確立していることから着陸は成功したとみられるが、太陽電池の発電量は想定より低く、機体の姿勢が傾いている可能性が指摘された。その後の調査で、着陸地点は目標を250メートルほど離れたクレーターの内部だったことが判明し、機体の姿勢の傾斜と合わせて太陽電池に充電できる見込みがないと予想されたことから、内蔵バッテリーの電力の枯渇をもって運用が終了した。ペイロードについてはGraceとLSCSで部分的な成果が得られたとしている。また前回のIM-1のNova-Cではレーザー距離計が機能していなかったことで横方向に高速で接地したために着陸姿勢が傾斜したのに対し、今回はレーザー距離計は機能していたもののノイズが想定以上に大きかったことから、同様の原因になったことが疑われた。
同年5月14日開催の決算説明会では、レーザー高度計のノイズに加え、高緯度地域で影が長く伸びたことや、それによる航法システムが参照する画像との違いといった日照条件が横転の原因に挙げられた。今後のIM-3については複数の異なる高度計で対策するとした。